# モンテスクダーイオ
モンテスクダーイオ（伊: Montescudaio）は、イタリア共和国トスカーナ州ピサ県にある、人口約2,200人の基礎自治体（コムーネ）。

## 地理

### 位置・広がり

#### 隣接コムーネ
隣接するコムーネは以下の通り。括弧内のLIはリヴォルノ県所属を示す。
- チェーチナ (LI)
- グアルディスタッロ
- モンテカティーニ・ヴァル・ディ・チェーチナ
- リパルベッラ

### 気候分類・地震分類
モンテスクダーイオにおけるイタリアの気候分類 (it) および度日は、zona D, 1879 GGである。
また、イタリアの地震リスク階級 (it) では、zona 3 (sismicità bassa) に分類される。

## 文化・観光
「イタリアの最も美しい村」クラブ加盟コムーネである。

## 姉妹都市
- Castril、スペイン
- エーバーシュタット、ドイツ